# Leonie Adam
Leonie Adam (* 2. Januar 1993 in Filderstadt) ist eine deutsche Trampolinturnerin.

## Karriere
Adam nahm 2013 erstmals an den Weltmeisterschaften im Trampolinturnen teil, erreichte dort den 40. Platz. Danach konnte sie die deutschen Meisterschaften gewinnen und erreichte bei der Europameisterschaft 2014 in Guimaraes den sechsten Platz. Sie nahm an den Europaspielen 2015 teil, bei denen sie den 10. Platz belegte. Bei den Olympischen Spielen 2016 war sie erneut die einzige deutsche Trampolinturnerin. Im Wettkampf belegte sie den zehnten Platz. Adam trainiert beim MTV Stuttgart. Sie ist Studentin der Betriebswirtschaftslehre.

Leonie Adam beim Finalwettkampf des 9. Internationalen Filder Pokals in Ruit
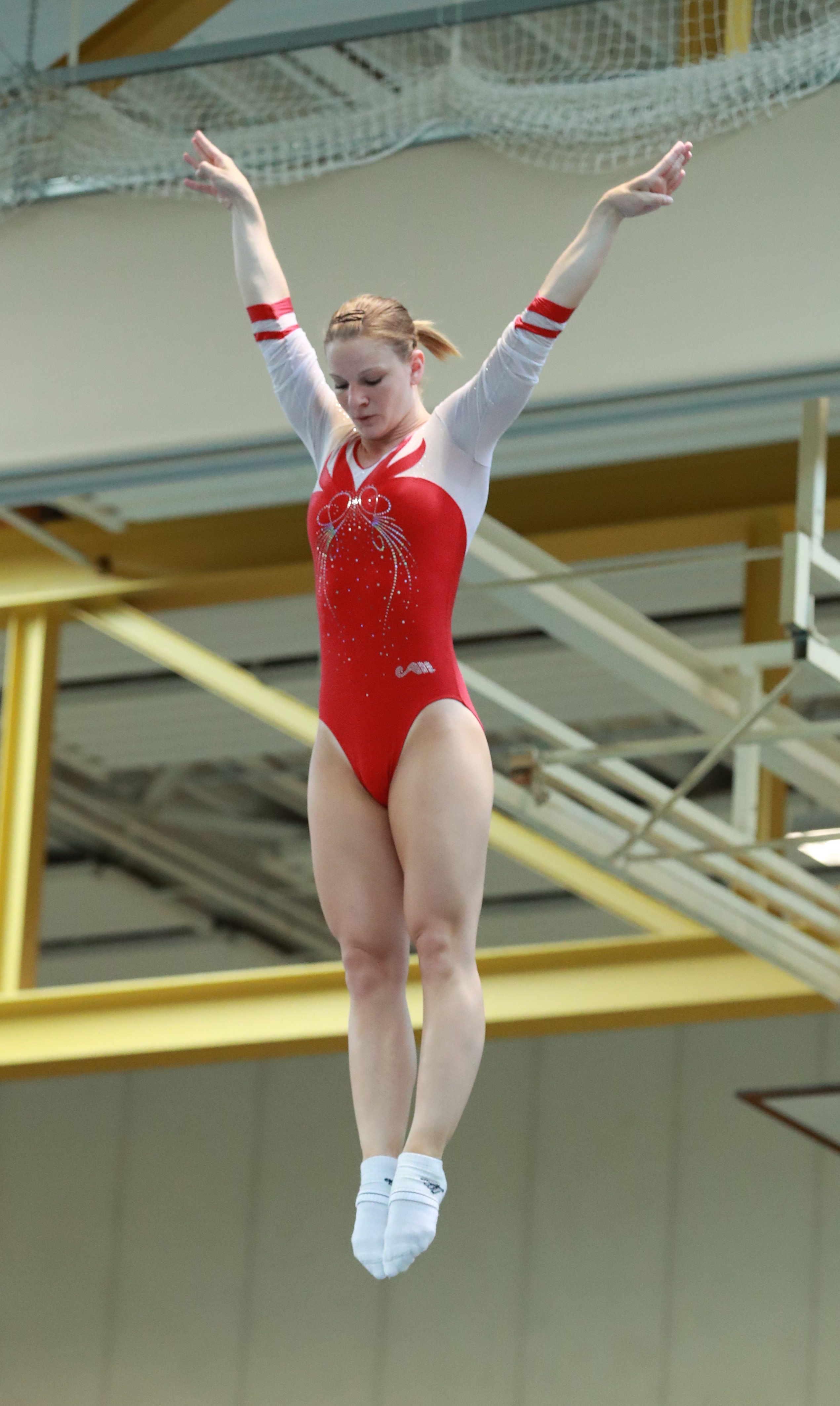
Bild 1
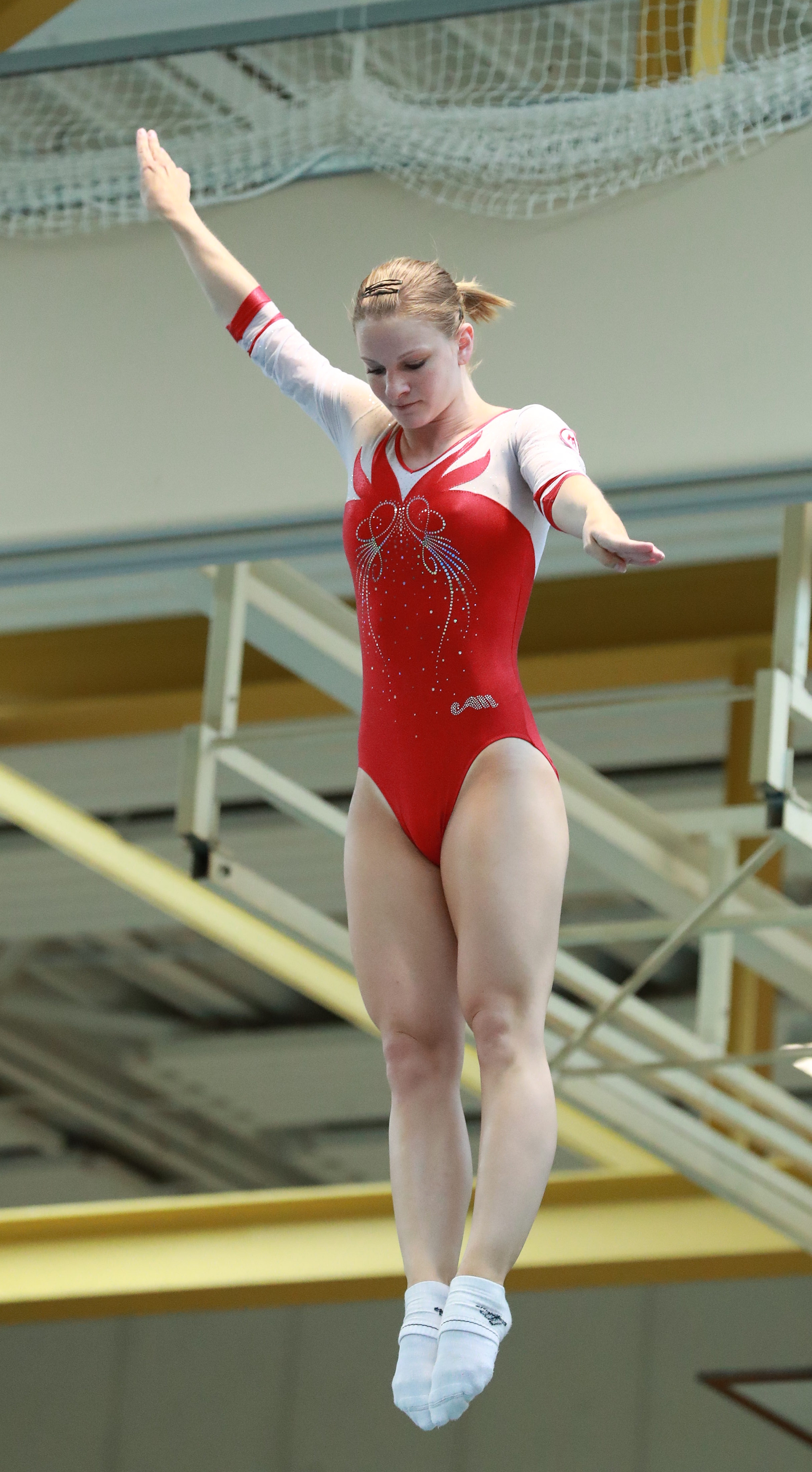
Bild 2
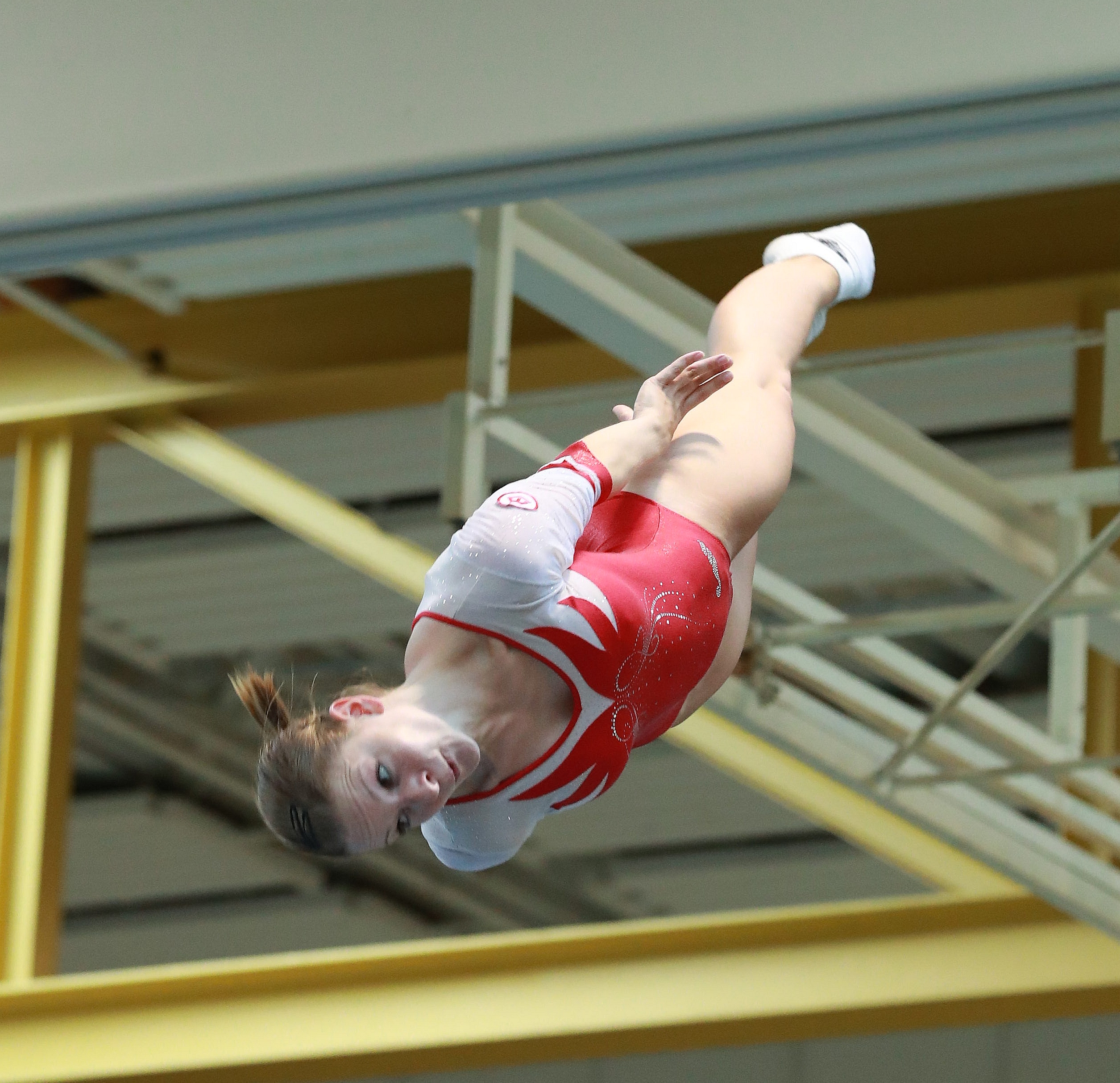
Bild 3
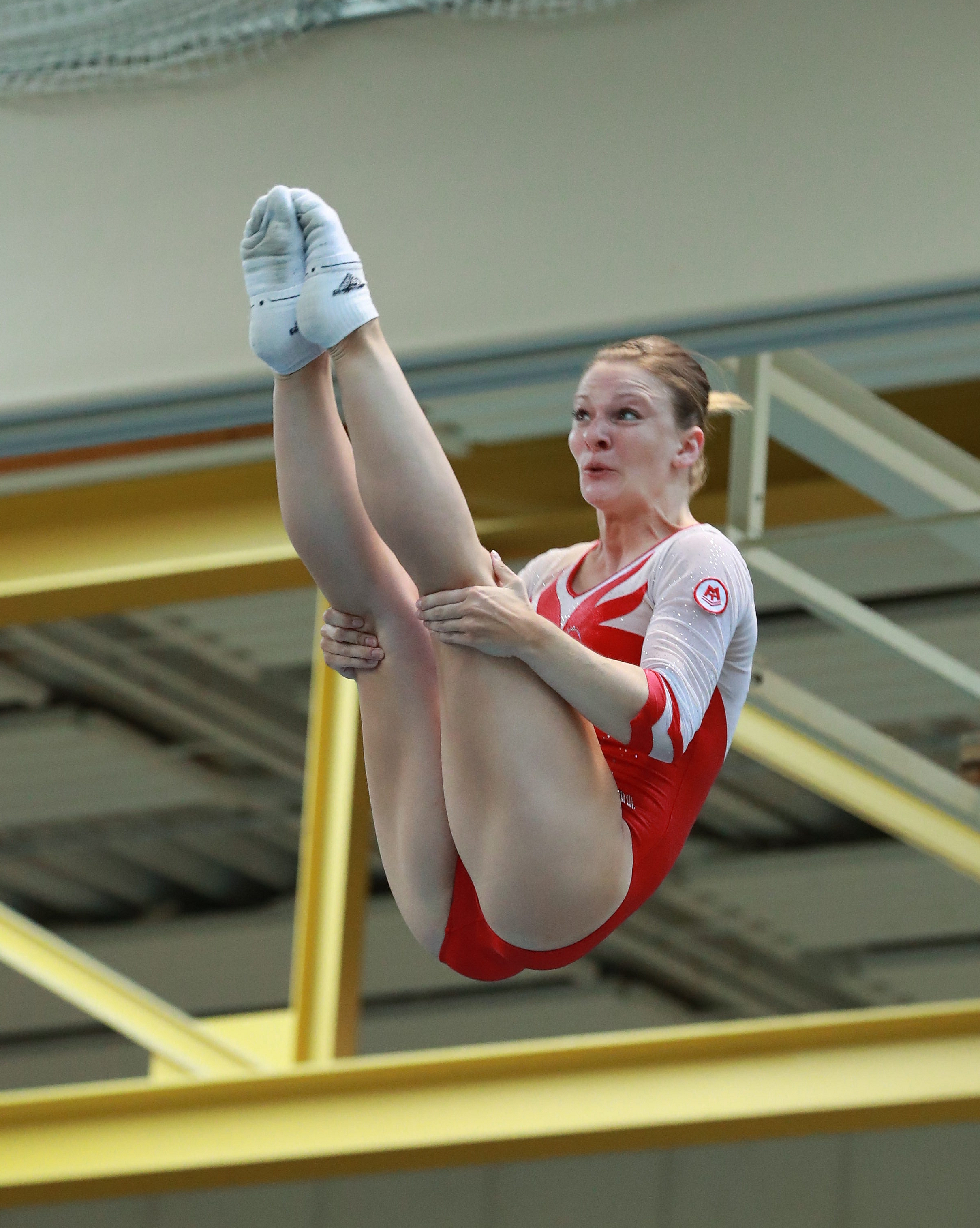
Bild 4
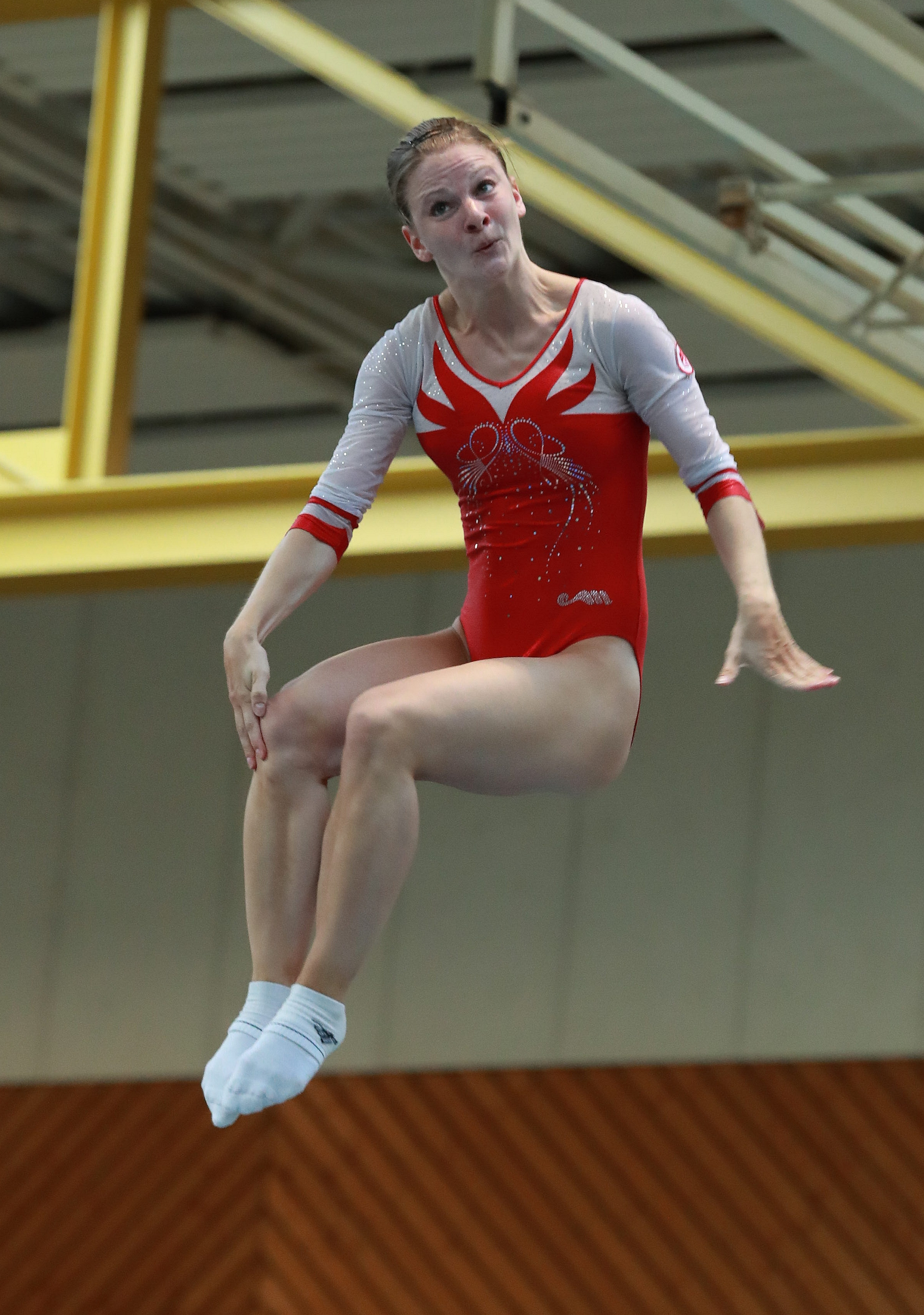
Bild 5
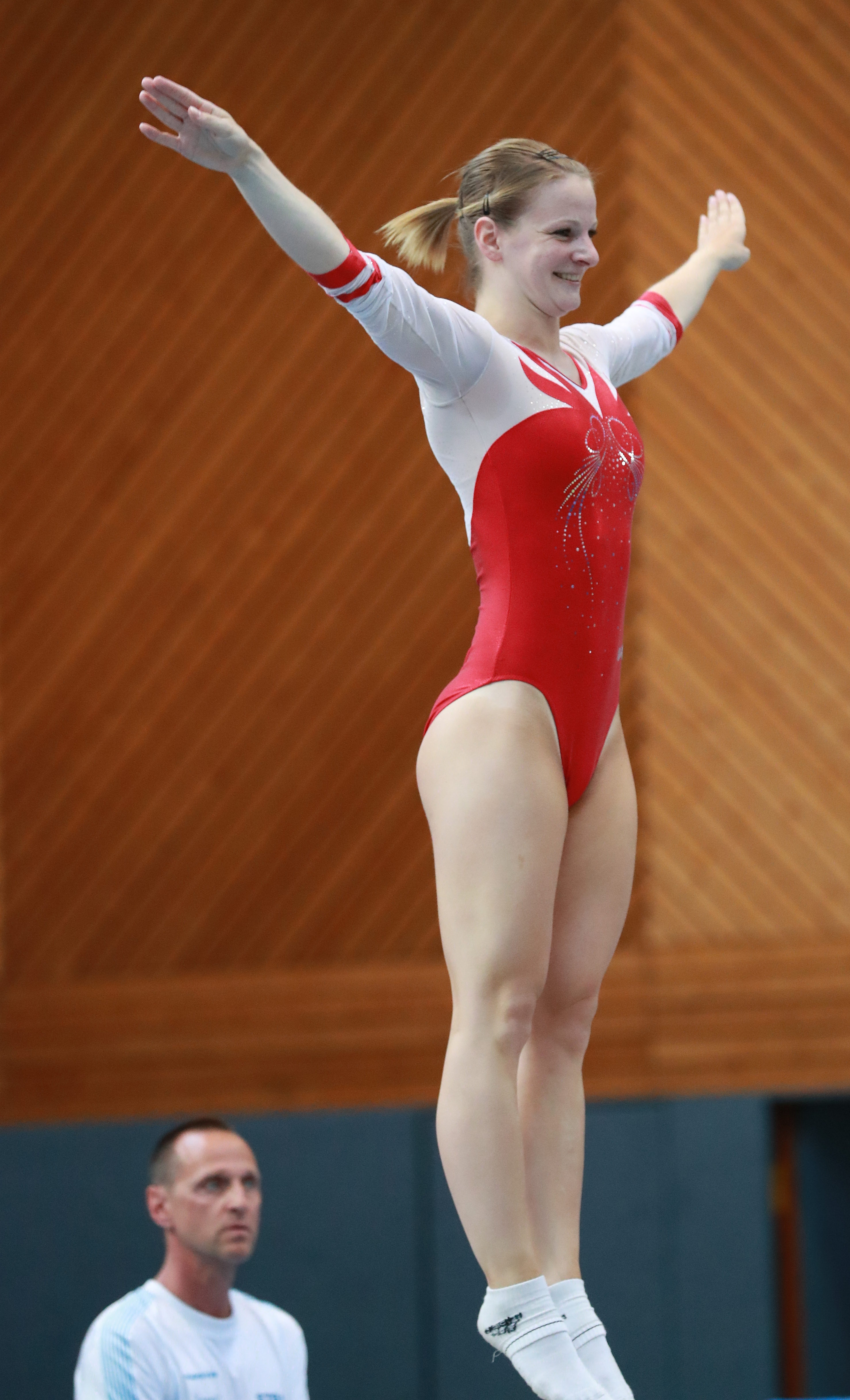
Bild 6